# Fantazja na tematy polskie (Chopin)
Fantazja A-dur na tematy polskie op. 13 – fantazja na fortepian i orkiestrę skomponowana przez Fryderyka Chopina w latach 1828–1829, opublikowana w 1834 przez Maurice’a Schlesingera. Utwór oparty jest na motywach polskiej muzyki ludowej

## Historia
Chopin wykonał utwór w domu rodzinnym 3 marca 1830, a 17 marca zagrał go w Teatrze Narodowym pod dyrekcją Karola Kurpińskiego (wraz z prawykonaniem Koncertu fortepianowego f-moll op. 21). Wykonał go również 11 października 1830 podczas swojego ostatniego koncertu w Warszawie pod dyrekcją Carla Evasia Solivy. Był to ostatni punkt programu zbiorowego koncertu. 28 sierpnia 1831 Chopin zagrał op. 13 w sali monachijskiego Towarzystwa Filharmonicznego podczas koncertu zbiorowego pod dyrekcją Josepha Hartmanna Stuntza.
Utwór dedykowany został Johannowi Peterowi Pixisowi. Czterostronicowy autograf fragmentów utworu znajduje się w zbiorach Bibliotheca Bodmeriana.

## Budowa
Rozpisana w 403 taktach Fantazja op. 13 oparta została na tematach z popularnej pieśni Już miesiąc zeszedł (pochodzącej z utworu Laura i Filon Franciszka Karpińskiego), ukraińskiej dumki (przypisywanej Karolowi Kurpińskiemu) oraz pochodzącej ze wsi Służewo melodii ludowej w rytmie kujawiaka Jedzie Jasio od Torunia. Czas trwania utworu wynosi ok. 15 minut.

## Nagrania
Fantazję op. 13 nagrali m.in. Helena Bekman-Szczerbina (ok. 1955), Władysław Kędra (ok. 1960), Artur Rubinstein (ok. 1968), Claudio Arrau (ok. 1970; 1972), Garrick Ohlsson (1975), Alexis Weissenberg (ok. 1976).